# Elias en Hendrik van Lennep
Elias en Hendrik van Lennep (geboren in 1637 of 1638, respectievelijk 1635, beiden te Borculo) waren twee broers die in Duitsland naam hebben gemaakt als etser.
Elias overleed op 15 januari 1692 te Wenen, Oostenrijk; Hendrik, voluit: Johan Hendrik, overleed op 1 maart 1720 te Kassel, Duitsland.
Elias was in de winter 1664/65 en van 1686 tot 1688 als militair-ingenieur tijdens de Grote Turkse Oorlog actief in Hongarije. Daar tussendoor was hij als etser in dienst van het Keurvorstendom Brandenburg. Hij werkte onder andere te Kassel en Detmold. Te Wenen schreef hij een boek over meetkunde, zie onderstaande opsomming. Ook maakte hij in die stad een astrolabium. 
Hendrik was werkzaam in Münster, Detmold, Wiedenbrück en Kassel en voltooide daar de grote hemelglobe van de Zwitser Jost Bürgi.

## Werken

### Etsen en dergelijke
- Elias van Lennep: Alverdissen bij Barntrup, ets, ca. 1663
- Elias van Lennep: Stad en kasteel Detmold, ets, ca. 1663
- Elias van Lennep: De Externsteine  met het jachtslot, ets, 1663
- Elias van Lennep: Burg Sternberg in Extertal, ets, ca. 1663
- Elias en Hendrik van Lennep: Gezicht op kasteel Brake bij Lemgo, ets, ca. 1663/1665
- Hendrik van Lennep: De stad Jever, ets, ca. 1671

### Boeken
- Elias van Lennep: Problemata mathematica per regulam proportionis, Frankfurt am Main, 1690